# Afsnit af Total Drama Island
Dette er en liste over afsnit af Total Drama Island, en canadisk tegnefilmserie der havde premiere i Canada på Teletoon 8. juli 2007 og 5. juni 2008 i USA på Cartoon Network. Sæsonen består af 27 afsnit på 22 minutter hver og et specialt afsnit på 44 minutter til slut.

## Afsnit
| #  | Titel                                                               | Første sendedag    | Produktionskode |
| -- | ------------------------------------------------------------------- | ------------------ | --------------- |
| 1  | "Not So Happy Campers - Part 1" "Dårlig Lejr Start – Del 1"         | 8. juli 2007       | 101             |
| 2  | "Not So Happy Campers - Part 2" "Dårlig Lejr Start – Del 2"         | 8. juli 2007       | 102             |
| 3  | "The Big Sleep" "Søvnløs styrkeprøve"                               | 15. juli 2007      | 103             |
| 4  | "Dodgebrawl" "En hård omgang høvding"                               | 22. juli 2007      | 104             |
| 5  | "Not Quite Famous" "Talentkonkurrencen"                             | 29. juli 2007      | 105             |
| 6  | "The Sucky Outdoors" "Skovens stille og ro"                         | 5. august 2007     | 106             |
| 7  | "Phobia Factor" "Fatale fobier"                                     | 12. august 2007    | 107             |
| 8  | "Up The Creek" "Katastrofe kanotur"                                 | 19. august 2007    | 108             |
| 9  | "Paintball Deer Hunter" "Hvem skyder Hvem?"                         | 26. august 2007    | 109             |
| 10 | "If You Can't Take the Heat..." "Drama i køkkenet"                  | 2. september 2007  | 110             |
| 11 | "Who Can You Trust?" "Blind telled"                                 | 9. september 2007  | 111             |
| 12 | "Basic Straining" "Kokkens kadaverdisciplin"                        | 16. september 2007 | 112             |
| 13 | "X-Treme Torture" "Ude i ekstremerne"                               | 23. september 2007 | 113             |
| 14 | "Brunch of Disgustingness" "Mareridtsmiddagen"                      | 30. september 2007 | 114             |
| 15 | "No Pain, No Game" "Torturhjulet"                                   | 7. oktober 2007    | 115             |
| 16 | "Search & Do Not Destroy" "Skattejagten"                            | 14. oktober 2007   | 116             |
| 17 | "Hide & Be Sneaky" "Den gale gemmeleg"                              | 21. oktober 2007   | 117             |
| 18 | "That's Off the Chain!" "Ud og køre med de skøre"                   | 28. oktober 2007   | 118             |
| 19 | "Hook, Line & Screamer" "Total Splatter Island"                     | 4. november 2007   | 119             |
| 20 | "Wawanakwa Gone Wild!"" "Lad jagten sættes ind"                     | 11. november 2007  | 120             |
| 21 | "Trial by Tri-Armed Triathlon" "Det er skønt at følges ad"          | 18. november 2007  | 121             |
| 22 | "Haute Camp-Ture" "Modens luner"                                    | 25. november 2007  | 122             |
| 23 | "Camp Castaways" "De skrubskøre"                                    | 2. december 2007   | 123             |
| 24 | "Are We There, Yeti?" "Hjemme godt, ude skrækkeligt!"               | 9. december 2007   | 124             |
| 25 | "I Triple Dog Dare You!" "Umenneskelige udfordringer"               | 16. december 2007  | 125             |
| Rv | "TDI Recap / TDI Rundown"                                           | 4. januar 2008     | N/A             |
| 26 | "The Very Last Episode, Really!" "Så er det slut folkens, seriøst!" | 4. januar 2008     | 126             |
| Sp | "Total Drama Drama Drama Drama Island"                              | 29. november 2008  | N/A             |